# SCアチバイア
スポルチ・クルーベ・アチバイア（ポルトガル語: Sport Club Atibaia）は、ブラジル・サンパウロ州アチバイアを本拠地としていたサッカークラブ。

## 歴史
2005年12月12日設立。設立初年からプロリーグであるカンピオナート・パウリスタ・セグンダ・ディヴィソンに参入した。
2021年11月29日、ECレメンセに合併された。

## 本拠地
本拠地はエスタジオ・ムニシパウ・サウヴァドール・フッサーニ。収容人数は2000人。

## 歴代所属選手
- セレゾ・カルドソ・デ・モラエス 2009
- ブルーノ・アレシャンドレ・ロドリゲス 2016
- ブルーノ・デ・アラウージョ・ジバウ 2016
- エデル・シルバ・フェレイラ 2017